# Anomalon glabrum
Anomalon glabrum là một loài tò vò trong họ Ichneumonidae.